# Кладоселяховые
Кладоселяховые (лат. Cladoselachidae) — семейство вымерших хрящевых рыб, выделяемое в монотипический отряд кладоселяхообразных (Cladoselachiformes). Близки к общим предкам химер и акул.
Максимальная длина около 2 м. Имели два спинных плавника и по крайней мере одну колючку, ассоциированную с первым спинным плавником. 

## Классификация
- Cladoselache Dean, 1894
- Cladolepis Wells, 1944
- Deirolepis Wells, 1944
- Monocladodus Claypole, 1893
- Ohiolepis Wells, 1944
- Pristicladodus M'Coy, 1848

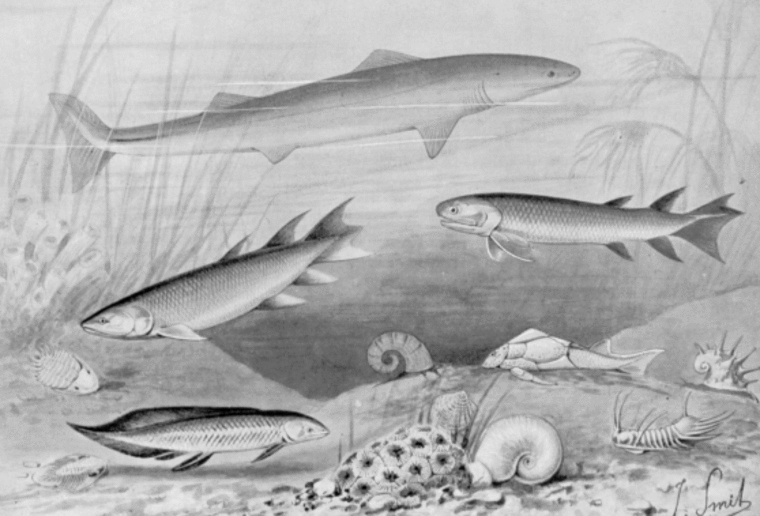

По данным сайта Fossilworks, семейство состоит всего из 2 родов: Cladoselache и Monocladodus. Для родов Ohiolepis и Pristicladodus в базе данных Fossilworks вышестоящий таксон не указан, а роды Cladolepis и Deirolepis там отсутствуют.